# Tom Poes en de wispen
Tom Poes en de Wispen is een ballonstripverhaal uit de stripreeks Tom Poes. Het verhaal werd eerst gepubliceerd in de Donald Duck, van nummer 38 van 1965 tot en met nummer 1 van 1966. Het verscheen in 1974 voor het eerst in albumvorm bij uitgeverij Oberon. In 2005 volgde een heruitgave.

## Samenvatting
Heer Bommel en Joost worden door wespen gestoken, waarna blijkt dat ze de toekomst kunnen voorspellen. Er arriveert een fakir op een vliegend tapijt die dat bevestigt, en hij zegt dat het om ontsnapte "wispen" gaat. De fakir komt deze dieren terughalen. 
Het lokmiddel komt echter op Heer Bommel terecht, die vervolgens vlucht. Na allerlei omzwervingen en avonturen komt hij weer terecht bij de fakir en Tom Poes, en ze reizen samen af naar Doemarakar. De sultan van dat land is blij dat Heer Bommel de wispen terugbrengt en benoemt hem tot ziener, maar die taak bevalt Heer Bommel slecht. Uiteindelijk weet Tom Poes de oplossing te vinden.

## Trivia
Kapitein Wal Rus spreekt hier voor de afwisseling de naam van Heer Bommel in eerste instantie goed uit, maar verhaspelt die later toch weer. Ook verslikt de kapitein zich in andere woorden, zoals "maharadja".